# Edaphocyon
Edaphocyon és un gènere extint de mamífers de la família dels prociònids que visqueren durant el Miocè en allò que avui en dia són els Estats Units. Es tractava d'un animal arborícola que s'alimentava de carn i fruita. Se n'han trobat restes fòssils a Florida, Louisiana, Nebraska i Texas. D'entre els prociònids vivents, els bassariscos són els que tenen les dents molars més semblants a les d'aquest gènere.